# کهیر (کنارک)
کهیر، روستایی در دهستان کهیر بخش کهیر شهرستان کنارک در استان سیستان و بلوچستان ایران است. این روستا، مرکز بخش کهیر است.

## جمعیت
بر پایه سرشماری عمومی نفوس و مسکن در سال ۱۳۹۵، جمعیت این روستا برابر با ۲٬۲۱۳ نفر (۴۵۱ خانوار) بوده‌است.